# Brent Spar
Brent Spar era uma instalação de reserva de petróleo operada pela Shell UK. Com a construção de um oleoduto conectado ao terminal de Sullom Voe, nas Ilhas Shetland, o reservatório foi retirado de utilização em 1991. O fato teve grande repercussão junto ao público em 1995, quando o governo britânico anunciou o seu apoio aos planos da Shell, de inutilizar o equipamento, afundando-o a 2,5km de profundidade no oceano Atlântico.
Activistas da Greenpeace ocuparam Brent Spar por mais de três semanas. Face à oposição política e pública, no norte da Europa (incluindo um amplo boicote a estações de serviço da Shell, alguns ataques físicos e de um incêndio criminoso atentado contra uma estação de serviço na Alemanha), a Shell abandonou seus planos de afundar Brent Spar no mar -, continuando para defender a sua acusação de que esta era a opção mais segura, tanto do ponto de vista ambiental, como numa perspectiva de saúde e de segurança industrial. A Greenpeace também sofreu durante a campanha, quando teve de reconhecer que a sua avaliação do petróleo Brent Spar restante em tanques de armazenamento havia sido grosseiramente sobrestimada. Após a decisão da Shell para prosseguir apenas em terra, Brent Spar foi dada temporária amarrações em um fiorde norueguês. Em Janeiro de 1998 a Shell anunciou a sua decisão de re-utilização de parte da estrutura principal na construção de novas instalações portuárias perto de Stavanger, Noruega.
Em um dos vários fiordes da Noruega, fica o famoso Brent Spar. Uma estrutura flutuante, originalmente fundeada no Mar do Norte, que fora feito basicamente de concreto e aço e serviu como um tanque de armazenamento de óleo cru (bruto) e bóia de carregamento. Após anos de discussão, controvérsia e finalmente uma decisão, a Brent Spar foi rebocada e desmontada na Noruega com as grandes partes dela sendo usadas para construir uma estrutura de atracadouro "roll-on" e "rool-off" para "ferryboat".
No início do projeto, dois geradores de 150 kW foram instalados para o período de preparação, e depois três geradores de 400 kW foram fornecidos durante o período de desmontagem de 18 semanas.
Fonte:http://www.aggreko.com.br/produtos_e_servicos/estudos_de_caso/desmontada_brent_spar,_noruega.aspx